# Grossouvre
Grossouvre ist eine französische Gemeinde mit 264 Einwohnern (Stand: 1. Januar 2022) im Département Cher in der Region Centre-Val de Loire; sie gehört zum Arrondissement Saint-Amand-Montrond und zum Kanton Dun-sur-Auron. Die Einwohner werden Grossouvrois genannt.

## Geografie
Grossouvre liegt etwa 50 Kilometer südöstlich von Bourges am Canal de Berry. Umgeben wird Grossouvre von den Nachbargemeinden La Chapelle-Hugon im Norden und Nordosten, Neuvy-le-Barrois im Osten, Sancoins im Süden, Vereaux im Westen sowie Germigny-l’Exempt im Nordwesten.

## Bevölkerungsentwicklung
| Jahr                       | 1962 | 1968 | 1975 | 1982 | 1990 | 1999 | 2006 | 2019 |
| Einwohner                  | 470  | 420  | 400  | 331  | 254  | 238  | 277  | 266  |
| Quellen: Cassini und INSEE |      |      |      |      |      |      |      |      |

## Sehenswürdigkeiten
- Kirche Notre-Dame-du-Mont-Carmel
- Burg Grossouvre aus dem 13. Jahrhundert, Umbauten aus dem 15. Jahrhundert
- Hüttenmuseum

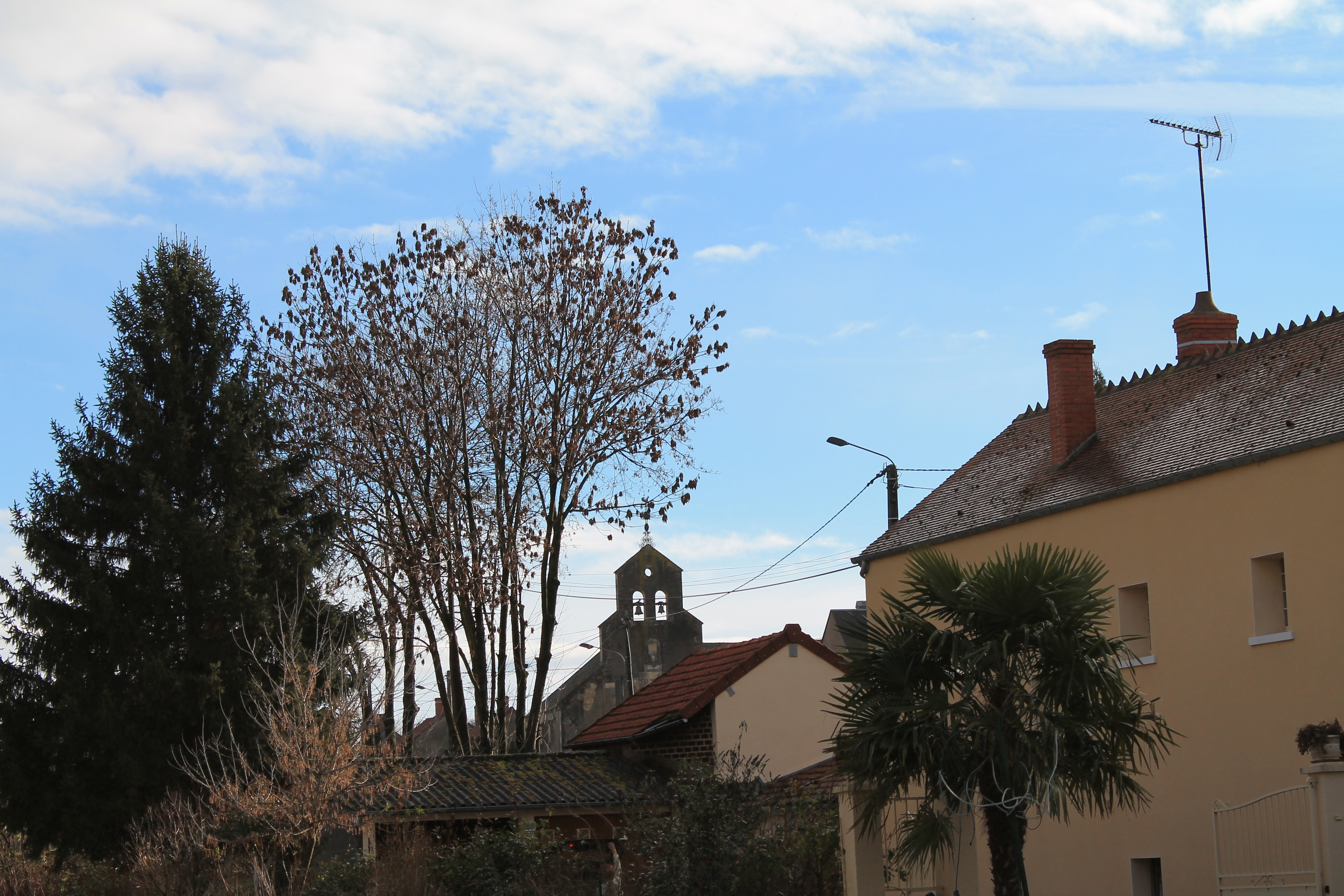
Blick auf die Kirche Notre-Dame-du-Mont-Carmel
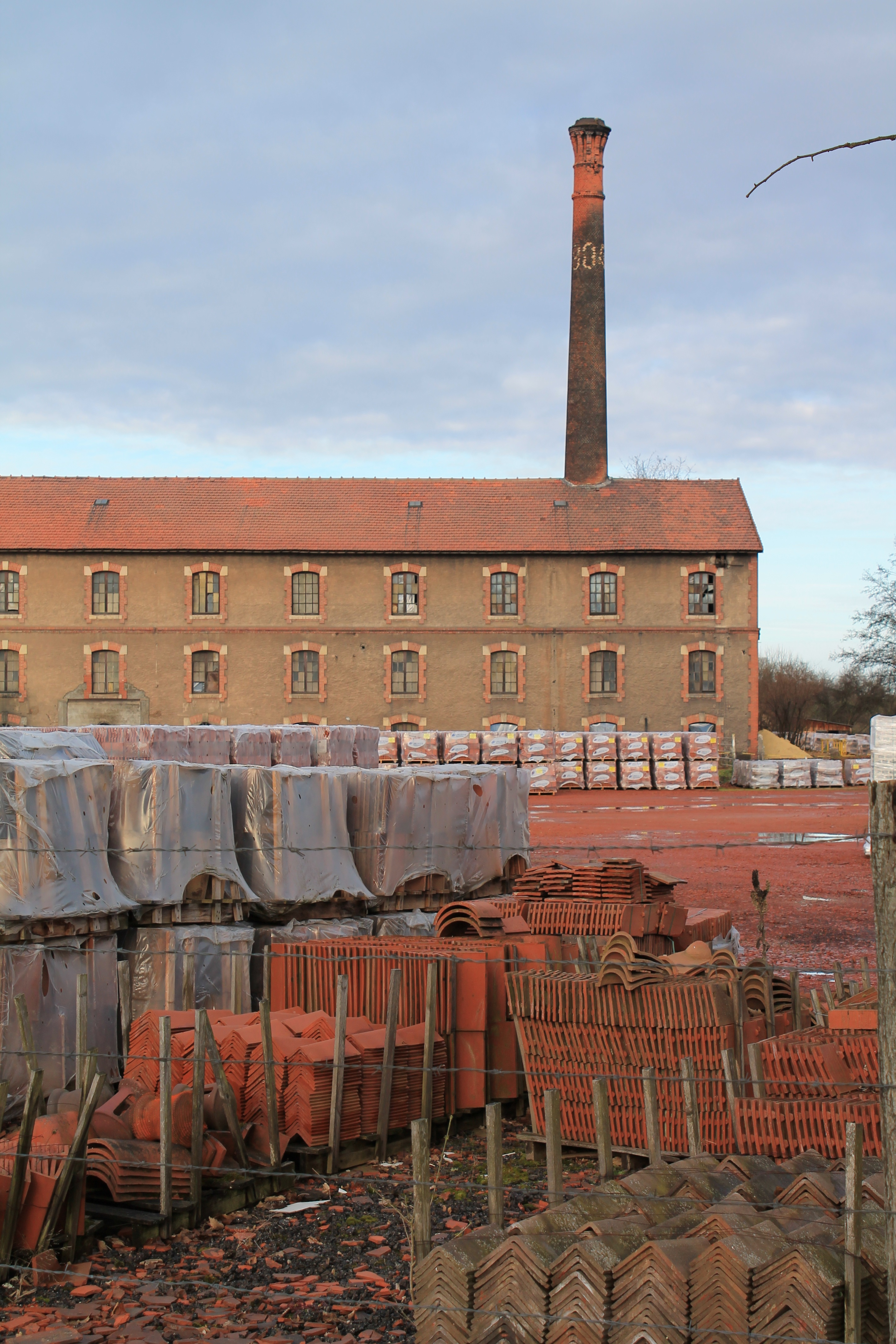
Ziegelei